# Aleksandr Romankov
Aleksandr Anatolievici Romankov (în rusă Александр Анатольевич Романьков, n. 7 noiembrie 1953, Korsakov⁠(d), RSFS Rusă, URSS) este un fost scrimer sovietic specializat pe floretă, laureat cu cinci medalii olimpice, inclusiv una de aur, în trei participații la Jocurile Olimpice. A fost cvintuplu campion mondial la individual (în 1974, 1977, 1979, 1982 și 1983) și triplu campion mondial pe echipe (în 1974, 1979 și 1982).  Pentru performanța sa, a fost înclus în anul 2004 în Guinness World Records și în 2013 în Hall of Fame-ul Scrimei al Federației Internaționale de Scrimă.
Din 2006 până în 2012, a fost președintele Federației Belaruse de Scrimă.

## Legături externe
Materiale media legate de Aleksandr Romankov la Wikimedia Commons
- en Aleksandr Romankov la Olympedia.org
- en  Alexander Romankov pe Fundația „Viitor Scrimei”